# Troides vandepolli
Troides vandepolli är en fjärilsart som först beskrevs av Pieter Cornelius Tobias Snellen 1890.  Troides vandepolli ingår i släktet Troides och familjen riddarfjärilar. Inga underarter finns listade i Catalogue of Life.

## Bildgalleri

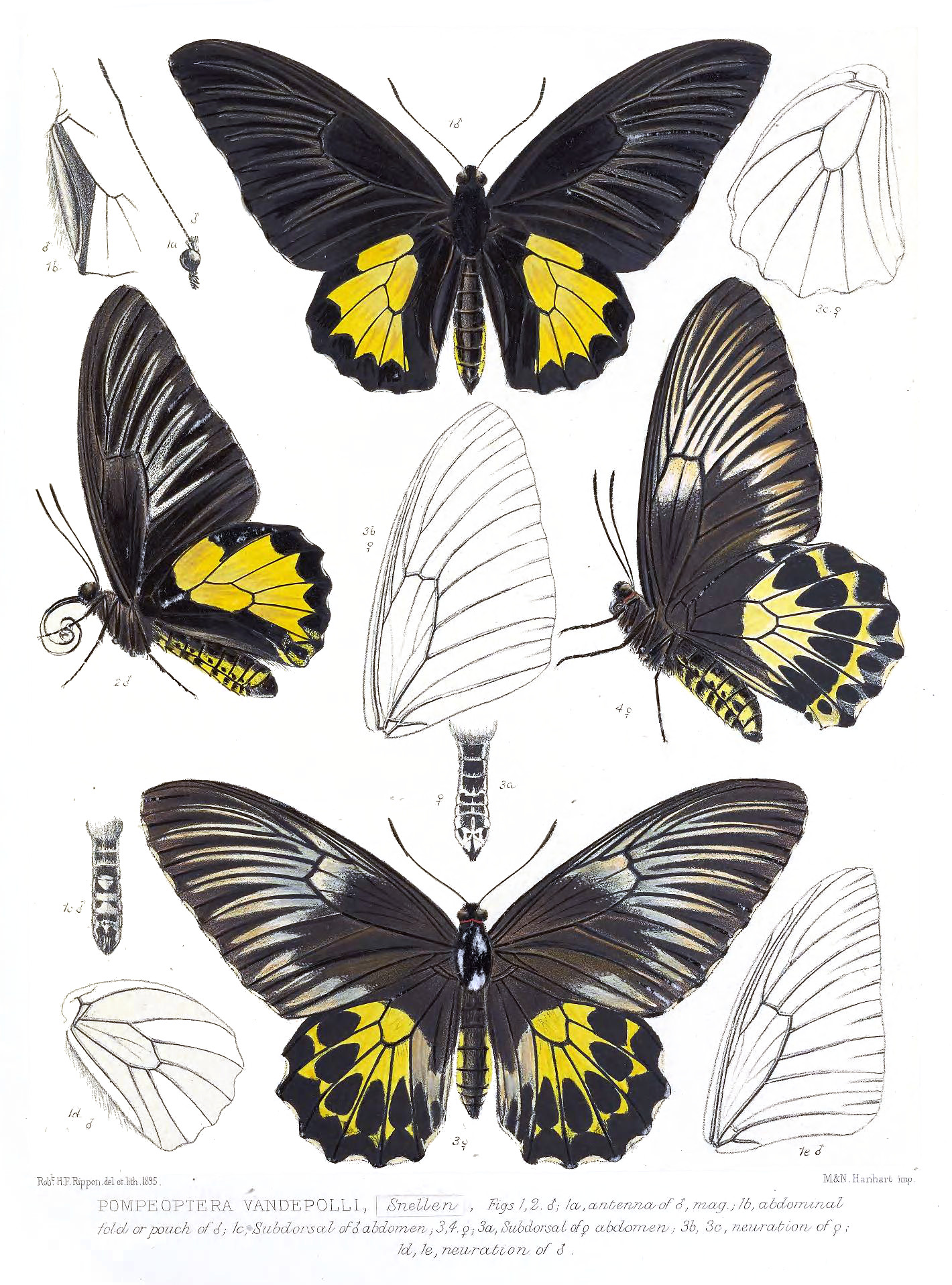
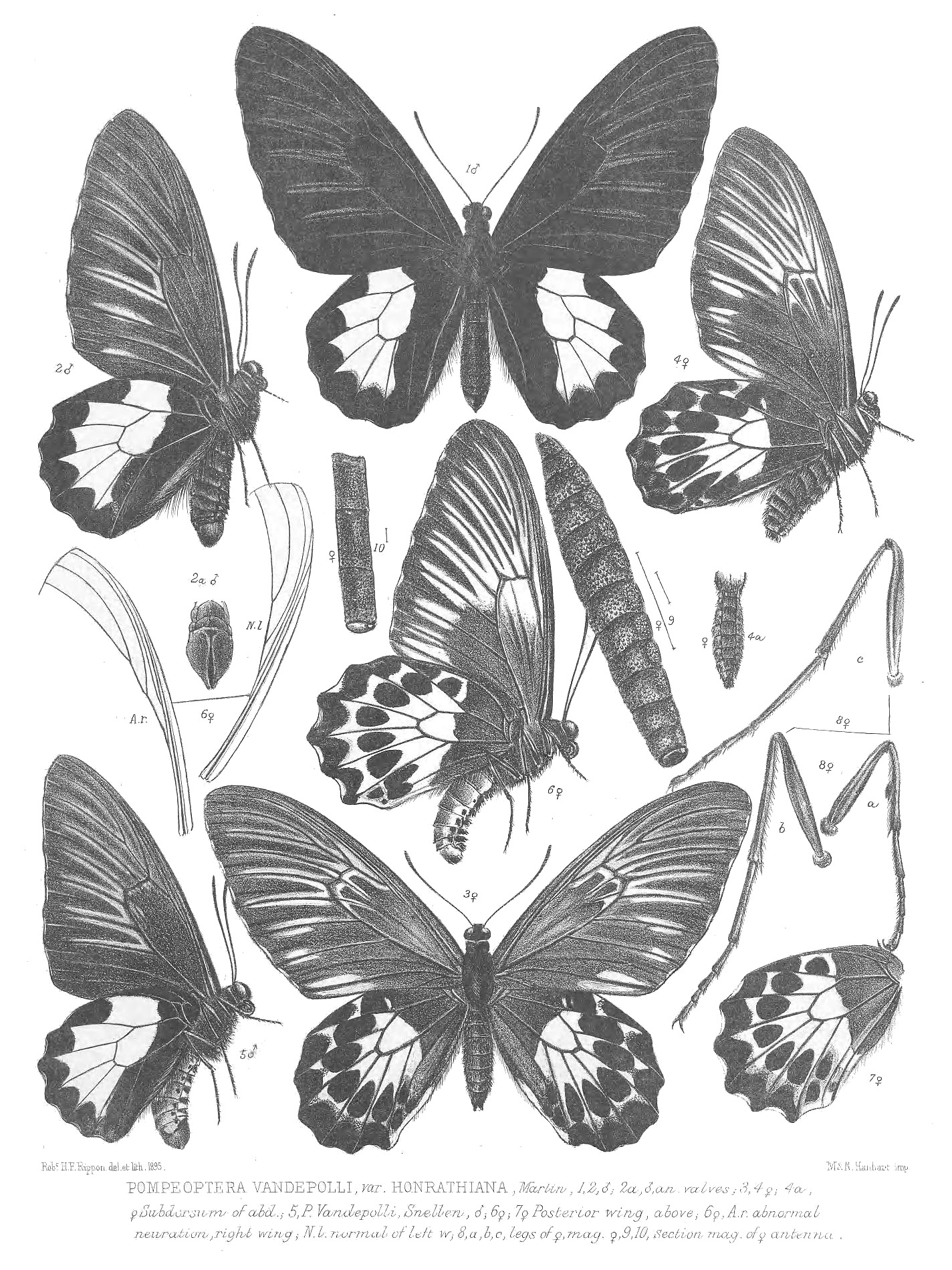